# Aturidae
Aturidae (лат.) — семейство тромбидиформных водяных клещей из надсемейства Hygrobatoidea (Parasitengona, Prostigmata). Около 800 видов.

## Описание
Семейство Aturidae это большое и очень разнообразное семейство хорошо склеротизированных и типично дорсовентрально сплюснутых клещей. Взрослые особи многих родов атурид имеют сильно выраженный половой диморфизм. Многочисленные виды многих родов подсемейства Axonopsinae обитают в в самых разных местах обитания по всему миру. Известные личинки являются паразитами Chironomidae. Неарктический вид Estellacarus unguitarsus обитает в холодных ручьях и озёрах от Нью-Брансуика на север до Канадской Арктики и на запад до прибрежных районов Аляски, Британской Колумбии и Орегона. Другой вид, Neobrachypoda eckmani был обнаружен в тундровых озёрах в арктических районах Европы и Канады и встречается в холодных
источниках и альпийских водоёмах на юге до Орегона в западной части Северной Америки. Гнатосома имаго Aturidae с нехелатными пальпами; голени длиннее гену. Хелицеры 2-сегментные.
Подсемейство Albiinae включает многочисленные виды рода Albia, встречающиеся в ручьях, прудах и озёрах по всему миру, и весьма необычный вид Parasitalbia sumatrensis Viets, взрослые самки которого паразитируют на личинках подёнок (Ephemeroptera), известный только из озера на Суматре. Известные личинки Albia паразитируют на взрослых ручейниках (Trichoptera). Виды крупного подрода Albiella обитают в ручьях, прудах и озёрах на юге Евразии, в Африке, Северной Америке, Южной Америке и Австралии. Напротив, представители подрода Albia известны из ручьёв в южных регионах Евразии и Северной Америки, а представители подродов Dentalbia и Spinalbia — из аналогичных местообитаний в тропической Евразии и Африке, причём один вид последнего подрода также отмечен из Австралии.
Другие два подсемейства атурид, Aturinae и Notoaturinae, по-видимому, являются древними сестринскими группами, диверсифицировавшимися в Лавразии и Гондване, соответственно. Несколько родов Aturinae представлены в ручьях и межручьевых биотопах, в основном в Северном полушарии. Известные личинки паразитируют на комарах Chironomidae. Представители крупных родов Aturus и Kongsbergia являются одними из доминирующих клещей в ручьях и весенних биотопах по всей умеренной Евразии и Северной Америке, по несколько видов каждого рода встречаются в Африке и Южной Америке. Необычный вид K. (Crocokongsbergid) cooki Orghidan и Gruia, с удлинёнными и изогнутыми передними выступами первых коксальных пластинок, был описан с Кубы. У взрослых особей палеарктического вида A. scaber Kramer отмечено высокоразвитое поведение ухаживания. Виды Phreatobrachypoda и Bharatalbia встречаются в основном в гипорейных местообитаниях в широко разобщённых южных районах Евразии и Северной Америки. Другие роды имеют более ограниченный ареал: виды Neoaturus и Aturides встречаются от тропической Южной Америки до южной части Северной Америки, а виды Subalbia и Subaturus — только в тропической Африке. Представители многочисленных родов Notoaturinae занимают ручьи и межручьевые местообитания в Южном полушарии. Виды Notoaxona, обитающие в южной части Южной Америки, по-видимому, представляют базальную кладу. Представители двух других родов, найденных в южной части Южной Америки, Notoaturus и Noesaturus, обнаруживают родство с таксонами Новой Зеландии и Австралии, соответственно. Виды Masabania из Восточной Африки и виды Amperaturus и Valsaturus из Южной Африки, по-видимому, являются ранними производными таксонами, не имеющими близкого родства с другими известными родами Notoaturinae. Наибольшее разнообразие клещей Notoaturinae наблюдается в Новой Зеландии, где известно около 40 видов в 19 эндемичных родах, и в Австралии, где насчитывается более 30 видов в 7 эндемичных родах.

## Систематика
Включает 81 род и около 800 видов.
- Abelaturus Cook, 1985 — 2
- Acidoturus Smit, 2019 — 1
- Adelaxonopsella Cook, 1974
- Albaxona Szalay, 1944 — 14
- Albia Thor, 1899 — 22
- Amperaturus Cook, 1999 — 5
- Aturides Lundblad, 1937
- Aturus Kramer, 1875 — 96
- Austraturus K.O.Viets, 1978 — 3
- Axonopsalbia K.H.Viets, 1914 — 3
- Axonopsella Lundblad, 1930 — 4
- Axonopsis Piersig, 1893 — 52
- Azugaturus Cook, 1986
- Barbaxona Viets, 1924
- Barbaxonella Lundblad, 1954 — 7
- Barbaxonopsalbia Wiles, 1991
- Barwontius Viets, 1978
- Bharatalbia Cook, 1967 — 3
- Bleptaturus Cook, 1991
- Brachipoda Forel, 1879
- Brachyopoda Lebert, 1879 — 1
- Brachypoda Lebert, 1879 — 15
- Brachypodopsis Piersig, 1903 — 4
- Cabellaturus Cook, 1986
- Canterburaturus Pešić, Smit & Daltry, 2010 — 3
- Colobaturus Cook, 1991 — 1
- Cookaturus Smit, 2002 — 2
- Davidsia Smit, 2007
- Erebaxonopsis Motas & Tanasachi, 1947 — 2
- Estellacarus Habeeb, 1954 — 1
- Evidaturus Cook, 1985 — 1
- Haloaxonopsis Pešic, Smit & Saboori, 2012 — 1
- Hestaturus Cook, 1991
- Hexaxonopsalbia Motas, 1928 — 1
- Hexaxonopsis K.Viets, 1926 — 4
- Javalbia K.H.Viets, 1935 — 16
- Javalbiella Cook, 1966
- Khedacarus Cook, 1967 — 1
- Kongsbergia Thor, 1899 — 48
- Kritaturus Cook, 1985 — 3
- Lagoenaxonopsalbia Pe — 1
- Lethaxona K.H.Viets, 1932 (→Lethaxonidae)
- Lethaxonella Cook, 1963 (→Lethaxonidae)
- Ljania Thor, 1898 — 18
- Masabania Walter & Bader, 1952
- Melenaturus Cook, 1986
- Miraxona Lundblad, 1936
- Miraxonides Lundblad, 1938
- Neoalbia Lundblad, 1936
- Neoaturus Lundblad, 1941
- Neoaxona Lundblad, 1936
- Neoaxonopsalbia Cook, 1966 — 1
- Neoaxonopsis Lundblad, 1938
- Neobarbaxona Cook, 1966
- Neobrachypoda Koenike, 1914 — 3
- Neotryssaturus Cook, 1974
- Noesaturus Cook, 1988
- Notaxona Besch, 1964
- Notoaturus Besch, 1964
- Ocybrachypoda Cook, 1974
- Omanaxonopsis Smit & Pešic, 2010
- Omegaturus Cook, 1985
- Parabrachypoda K.Viets, 1926 — 1
- Parasitalbia Viets, 1935
- Paratryssaturus Imamura, 1979 — 4
- Phreatobrachypoda Cook, 1963
- Pilosaturus Cook, 1985
- Piotaturus Cook, 1985 — 2
- Planaturus Cook, 1985 — 3
- Prymnopsella Gerecke, 1991 — 1
- Pseudaxonopsalbia Viets, 1942 — 2
- Pseudotryssaturus Cook, 1985 — 5
- Rhynchaturus Besch, 1964 — 2
- Schwoerbelaturus Smit, 2019 — 1
- Sinaxonopsis Yi & Jin, 2012
- Spinaturus Cook, 1986
- Stokaxonopsis Cook, 1967 — 1
- Stormaxonella Viets, 1962
- Stygalbiella Cook, 1974
- Subalbia Viets, 1914 — 1
- Subaturus Viets, 1917 — 1
- Subaxonopsalbia Cook, 1966 — 1
- Submiraxona Lundblad, 1937
- Sumatralbia Viets, 1931
- Taintaturus Cook, 1985 — 7
- Tasmanaxona Cook, 1986
- Thryptaturus Harvey, 1998 — 2
- Tryssaturopsis Cook, 1974
- Tryssaturus Hopkins, 1967 — 1
- Twarntaturus Cook, 1986
- Uenaxonopsis Imamura, 1961
- Uralbia Hopkins, 1967 — 2
- Ussuriaxona Tuzovskij, 1986
- Vagabundia Valdecasas, 2008 — 1
- Valsaturus Cook, 1999
- Villaxonopsalbia Cook, 1999
- Wheenyella Cook, 1986
- Woolastookia Habeeb, 1954 — 6
- Zelandalbia Imamura, 1978 — 3
- Zelandaturus Smit, 2015 — 1
- Zelandopsis Imamura, 1977 — 1[4]